# لاهوگالا
لاهوگالا (به لاتین: Lahugala) یک منطقهٔ مسکونی در سری‌لانکا است که در ناحیه امپرا واقع شده‌است.